# Nouvelle critique
La Nouvelle critique (Nueva crítica) es el nombre dado a varias nuevas orientaciones en la crítica literaria, surgidas en el campo académico francés,  fundamentalmente tras la publicación del polémico ensayo de Roland Barthes, Sur Racine (Sobre Racine), en 1963.
La Nouvelle critique se apoya en tendencias anteriores, como el formalismo ruso o el auge del estructuralismo, especialmente en sus ámbitos de la antropología (con Lévi-Strauss) o la lingüística (con Ferdinand de Saussure y Roman Jakobson).
Este grupo de nuevos críticos tendió a suplantar a la historia de la literatura como método principal de interpretación de las obras, por ejemplo, adoptando métodos inspirados en el estructuralismo o la afirmación de que 'el tiempo de las obras' es independiente del 'tiempo de la historia'. 

## Historia
Además de la obra de Barthes, también están asociadas generalmente con la Nouvelle critique las obras de Gérard Genette, Tzvetan Todorov, Jean Starobinski, Jean-Pierre Richard, Jean-Paul Weber o Serge Doubrovsky.
En sus inicios, se pueden distinguir varios autores y obras que disputaron y enfocaron las características de la Nouvelle critique, por orden cronológico:
- Roland Barthes (1963). Sur Racine. Pierres vives. Le Seuil.
- Raymond Picard (1965). Nouvelle critique ou nouvelle imposture. Libertés. J.-J. Pauvert.
- Jean-Paul Weber (1966). Néo-critique et paléo-critique ou Contre Picard. Libertés. J.-J. Pauvert.
- Roland Barthes (1966). Critique et vérité. Tel Quel. Le Seuil.
- Serge Doubrovsky (1966). Pourquoi la nouvelle critique? Critique et objectivité. Mercure de France.

## Revistas
Las ideas de la Nouvelle critique fueron extendidas en las décadas de los años 1960 y 1970 principalmente por tres revistas:
- Communications
- Tel Quel
- Poétique